# الطائرة!
الطائرة! (بالإنجليزية: Airplane!) هو فيلم كوميدي ساخر تم إنتاجه في الولايات المتحدة وصدر في سنة 1980. كتبه وأخرجه ديفيد زاكر، وجيم أبراهامز، وجيري زوكر، وصدر عن باراماونت. للنجم روبرت هايز وجولي هاغرتي والميزات ليزلي نيلسن، وروبرت ستاك، ولويد بريدجز، بيتر غريفز، كريم عبد الجبار، ورنا باترسون. والفيلم هو محاكاة ساخرة لأفلام الكوارث، وهو في جوهره وطبعة جديدة من فيلم بارامونت ساعة الصفر! والفيلم معروف في أستراليا ونيوزيلندا بالطيران عاليا.
الطائرة! كان له نجاح مالى كبير، محققا أرباحا تقدر بـ 130 مليون دولار. حقق 83 مليون دولار في أمريكا الشمالية وحدها، من ميزانية قدرها 3.5 مليون دولار فقط. ونالو مبدعين الفيلم من نقابة الكتاب الأمريكية جائزة أفضل فيلم كوميدي، والترشيحات لجائزة جولدن جلوب لأفضل فيلم (موسيقية / كوميديا) وجائزة بافتا لأفضل سيناريو.

## الميزانية والإيرادات
بلغت تكلفة إنتاج الفيلم حوالي 3.5 مليون دولار بينما حقق أرباحا تقدر بـ 130 مليون دولار.

## وصلات خارجية
- الطائرة! على موقع IMDb (الإنجليزية)
- الطائرة! على موقع ميتاكريتيك (الإنجليزية)
- الطائرة! على موقع روتن توميتوز (الإنجليزية)
- الطائرة! على موقع نتفليكس (الإنجليزية)
- الطائرة! على موقع قاعدة بيانات الأفلام العربية
- الطائرة! على موقع ألو سيني (الفرنسية)
- الطائرة! على موقع Turner Classic Movies (الإنجليزية)
- الطائرة! على موقع أول موفي (الإنجليزية)
- الطائرة! على موقع بوكس أوفيس موجو (الإنجليزية)
- الطائرة! على موقع فيلمافينيتي (الإسبانية)